# Aglao
Nella mitologia greca,  Aglao  era il nome di uno dei figli di Tieste avuti con una Naiade.

## Il mito
Atreo, fratello di Tieste, per la lotta alla successione del trono miceneo non si poneva scrupoli di alcun genere. Celebre fu la sua crudeltà quando convinto suo fratello a dialogare e promettessagli la metà del regno, prese Aglao, suo nipote, lo uccise, lo cucinò e lo diede al padre suo come cibo prelibato. Il padre non si accorse subito del maledetto pasto.
A nulla era valso il tentativo di Aglao di nascondersi presso un altare di Zeus, insieme a lui vennero uccisi anche tutti i suoi fratelli, Orcomeno, Callileonte, Tantalo secondo e Plistene secondo.

### Fonti
- Tzetze, Chiliadi I, 18 e seguenti
- Pseudo-Apollodoro, Epitome II, 12
- Igino, Fabulae, 88, 246 e 258
- Eschilo, Agamennone 1590 e seguenti

### Moderna
- Robert Graves, I miti greci, Milano, Longanesi, 1955, ISBN 88-304-0923-5.
- Angela Cerinotti, Miti greci e di roma antica, Prato, Giunti, 2005, ISBN 88-09-04194-1.